# Dichtpunktierter Walzenhalsbock
Der Dichtpunktierte Walzenhalsbock (Opsilia coerulescens) ist ein Käfer aus der Familie der Bockkäfer und der Unterfamilie Lamiinae. Er ist in Europa weit verbreitet und kommt auf Kreta in der Unterart Opsilia coerulescens cretensis vor. Früher wurde Opsilia als Untergattung der Gattung Phytoecia geführt und die Art ist entsprechend in der Literatur auch unter Phytoecia coerulescens beschrieben. Sprachlich besteht Verwechslungsgefahr mit Phytoecia caerulea.
Der Artname coerulescens von lat. coeruléscens für bläulich ist irreführend, denn der Käfer ist eher grau bis türkisfarben. Der Gattungsnamens Opsilia ist von altgr. ὄψ „ōps“ für „Auge“ abgeleitet, Phytoecia ist aus altgr. φυτόν „phytón“ für „Pflanze“ und οἰκία „oikía“ für „Wohnung“ zusammengesetzt und drückt aus, dass der Käfer in seiner Wirtspflanze gefunden werden kann.

## Merkmale des Käfers
|                                  | |
|                                  | |
|                                  | |
| Abb. 1: verschiedene Ansichten   | Abb. 2: Kopf, geteiltes Auge |
|                                  | |
| Abb. 3: Hintertarsus Glied 1 – 5 | |
|                                  | Abb. 5: Kopf von unten, rechts teilweise getönt rot: Oberkiefer blau: Kiefertaster grün: Lippentaster (Kiefer- und Lippentaster rechts künstlich nach hinten gelegt) |
| Abb. 4: Kopf, Pronotum           | |

Der Käfer ist schwarz, erscheint aber durch eine dichte graue bis grünliche Behaarung blass grünlich oder blaugrün bis hellgrau. Neben der anliegenden kurzen Behaarung besitzt er am Vorderteil des Körpers noch lang abstehende, vorwiegend schwarze Haare (Abb. 4). Er erreicht eine Länge von sechs bis dreizehn Millimeter. Der zylindrische Körper verjüngt sich beim Männchen nach hinten deutlich, beim Weibchen weniger.
Der Kopf ist orthogonal zur Körperachse nach unten geneigt (Abb. 1 Mitte) und erscheint von oben betrachtet breiter als lang. Die elfgliedrigen Fühler sind etwa körperlang. Die Facettenaugen sind nicht nur, wie bei Bockkäfern üblich, stark ausgerandet, sondern durch die Einlenkung der Fühler vollständig in einen oberen und einen unteren Teil getrennt (Abb. 2). Ein weiteres wichtiges Merkmal ist, dass die Oberkiefer nicht wie bei den anderen europäischen Arten der Gattung in einer Spitze enden, sondern in zwei Spitzen auslaufen (Abb. 5).
Der Halsschild (Abb. 4) trägt in der Mitte und neben dem seitlichen Absturz je einen dichter behaarten und dadurch heller erscheinenden Längsstreifen. Neben den kurzen blaugrünen Haaren ist er locker abstehend schwarz und hell behaart. Er ist breiter als lang und hinter der Mitte am breitesten.
Die Flügeldecken sind an der Basis breiter als der Halsschild und wie der Halsschild dicht und unregelmäßig punktiert. Das Schildchen ist dicht behaart (Abb. 4).
Der Hinterleib ist relativ kurz, kürzer als der restliche Körper (Abb. 1 unten). An den Hinterbeinen ist das erste Tarsenglied deutlich länger als die beiden folgenden zusammen (Abb. 3 unten). Bei allen Tarsen ist wie bei der großen Mehrzahl der Bockkäfer das vierte Glied sehr klein und zwischen den Lappen des dritten Gliedes versteckt (Abb. 3 oben).

## Biologie
Die Imagines trifft man in Mitteleuropa von Mai bis Juli an den Wirtspflanzen an. Die Art wird als xerothermophil eingestuft, der Lebensraum darf also nicht zu feucht und nicht zu kühl sein. Als Habitate werden trockene und warme Hänge, Kalktriften, Steppenheiden, Steinbrüche, Heide und sandige Flussauen angegeben. Dennoch liegen Funddaten von der Ebene bis in zweitausend Meter Höhe vor, vorzugsweise liegen die Fundorte in Mitteleuropa in hügeligen und montanen Lagen. Bei Sonne umschwärmen die Imagines zur Mittagszeit in niedriger Höhe die Brutpflanzen.
Die Larve ist polyphag und entwickelt sich in verschiedenen krautigen Pflanzen (Echium, Cerinthe, Cynoglossum, Anchusa, Symphytum, Lithospermum, Lappula, Lycopsis, …), in Mitteleuropa vornehmlich in Natternkopf. Die Eier werden an der Basis der Wirtspflanze abgelegt. Die Larve frisst sich im Innern des Stängels sowohl aufwärts, als auch abwärts in die Wurzel. Im Herbst nagt sie häufig an der Basis der Wirtspflanze einen Ring nahe unter der Oberfläche. Beim Rückzug in die Wurzel verstopft die Larve den Gang mit grobem Genagsel. Der Wind knickt dann die befallene Pflanze in Höhe des ringförmigen Fraßgangs. Im Frühjahr bohrt sich die Imago im Stängel unterhalb der Bruchstelle ein Ausschlupfloch. Zur Entwicklung benötigt sie ein Jahr.

## Verbreitung
Die Art ist aus fast ganz Europa gemeldet, sie fehlt jedoch in Großbritannien, Dänemark, Skandinavien und den Baltischen Staaten. In Belarus ist das Vorkommen fraglich. Außerdem kommt der Käfer in Nordafrika, Kleinasien und dem Nahen Osten vor. Nach Osten reicht das Verbreitungsgebiet bis weit nach Asien. In Australien wurde er eingeführt.

## Bedeutung für den Menschen
In Australien wurde die Art 1995 zur Unkrautbekämpfung gegen Echium plantagineum eingeführt.